# Holopterygius
Holopterygius é um gênero extinto de celacanto semelhante à uma enguia. Apesar de sua morfologia especializada e dissimilaridade superficial do plano corporal usual de um celacanto, Holopterygius é um dos celacantos mais basais. Holopterygius é colocado como o táxon irmão de Allenypterus.